# Achior

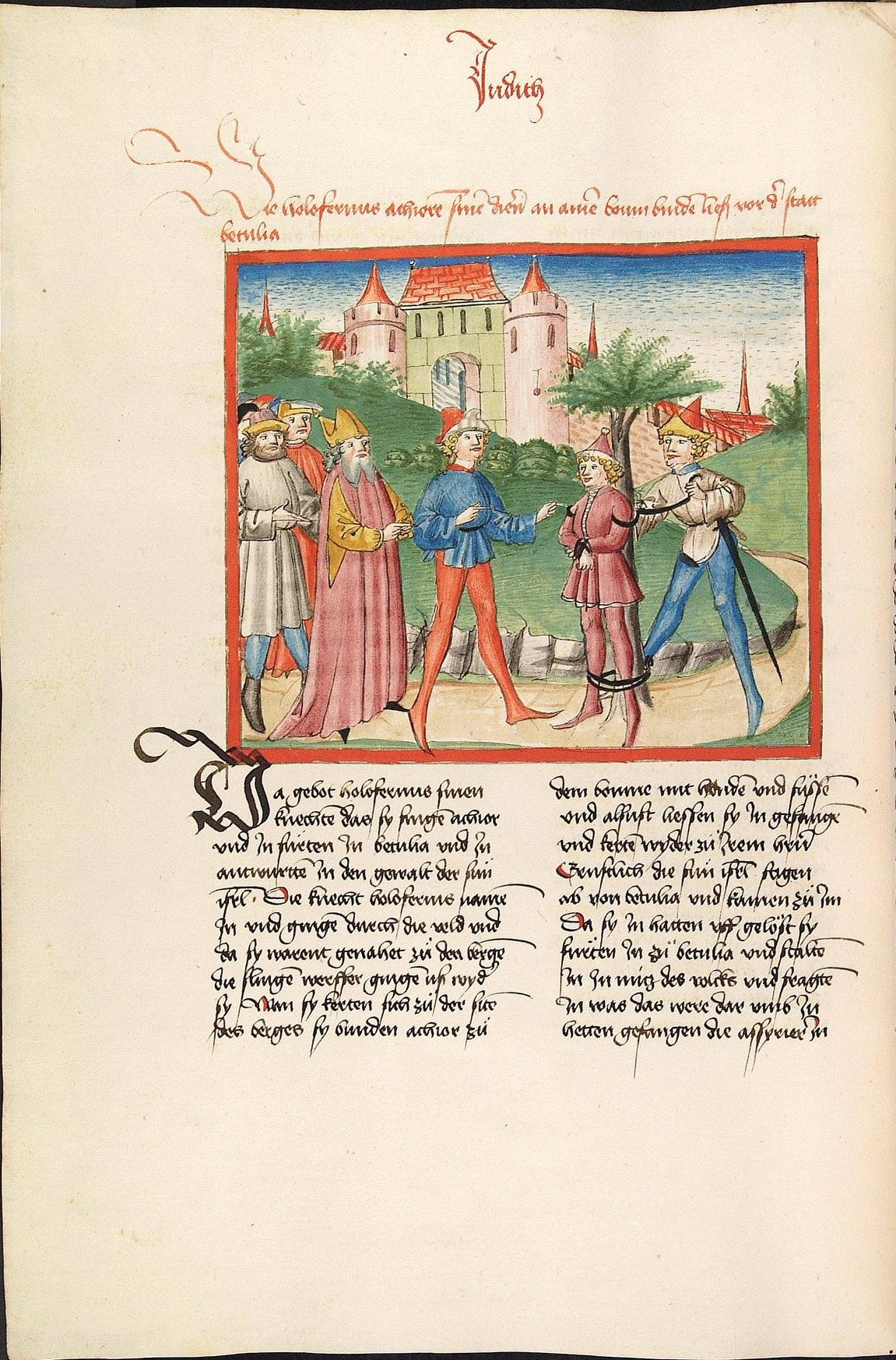
Achior attaché à l'arbre au pied des murailles de Béthulie. Codex Palatinus germanicus 17, 248v, 1477.

Achior est un personnage de l'Ancien Testament, chef des Ammonites, nation traditionnellement ennemie des Juifs. Il apparaît dans le Livre de Judith, qui raconte comment Holopherne, général babylonien, chef des armées de Nabuchodonosor II, dévaste la Judée et fait le siège de la ville de Béthulie et comment Judith, une jeune et belle veuve, réussit à gagner la confiance d'Holopherne puis à le décapiter, sauvant ainsi la ville. Achior, vassal des Babyloniens, raconte à Holopherne, qui veut comprendre ce qu'est ce peuple qui ne veut pas se soumettre, l'histoire du peuple juif et lui déclare que ce peuple est invincible car Dieu le protège tant qu'il respecte sa loi. Holopherne entre dans une grande colère ; il décide de livrer Achior aux Hébreux et le fait attacher à un arbre sous les murs de Béthulie. Les habitants de la ville le libèrent et le recueillent. Lorsque Judith revient avec la tête d'Holopherne, Achior y voit un signe de la puissance du dieu d'Israël ; il se convertit à la religion juive et se fait circoncire.

## Le nom d'Achior
Le nom d'Achior, si on l'interprète à partir de l'hébreu, pourrait signifier « mon frère de lumière ».

## Achior dans les arts

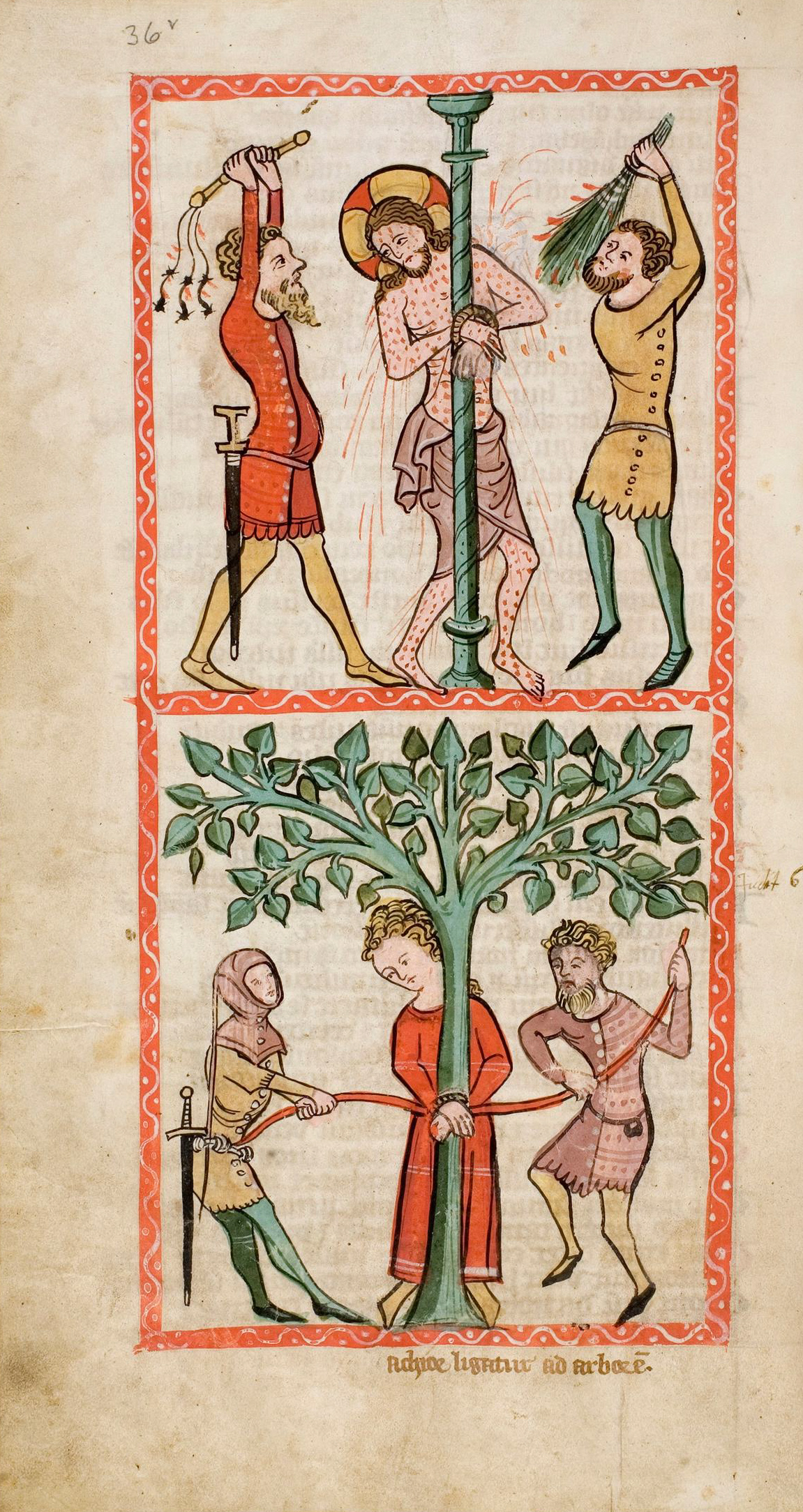
Speculum humanae salvationis, manuscrit enluminé, Darmstadt, Universitäts- und Landesbibliothek, Hs 2505, fol. 36v, vers 1360. En haut, la flagellation du Christ attaché à une colonne ; en bas, la flagellation d'Achior, attaché à un arbre.

### Littérature
Le personnage d'Achior doit sans doute une part importante de sa relative popularité à partir du XIVe siècle à sa présence dans le Speculum humanae salvationis (Miroir du salut humain). Cet ouvrage extrêmement répandu à la fin du Moyen Âge a été composé, comme la Bible des pauvres, pour aider les prêtres dans la préparation de leurs sermons. Le contenu du Speculum et de la Bible des pauvres repose sur l'idée de la concordance entre l'Ancien et le Nouveau Testament, qui remonte aux Pères de l'Église : le Nouveau Testament est l'accomplissement de l'Ancien ; les événements racontés dans l'Ancien Testament – ou bien plus rarement dans l'histoire profane – sont la préfiguration des épisodes de la vie du Christ. Dans cette perspective, qui est celle de la typologie biblique, la flagellation du Christ, racontée dans l'Évangile selon Matthieu (XXVII, 26) et dans l'Évangile selon Jean (XIX, 1) (Jésus est attaché à une colonne et fouetté), trouve une préfiguration dans la flagellation d'Achior attaché à l'arbre (Achior princeps ligatus est ad arborem a servis holofernis, « le prince Achior est attaché à un arbre par les serviteurs d'Holopherne ») (Speculum, chap. XIX).

### Arts visuels

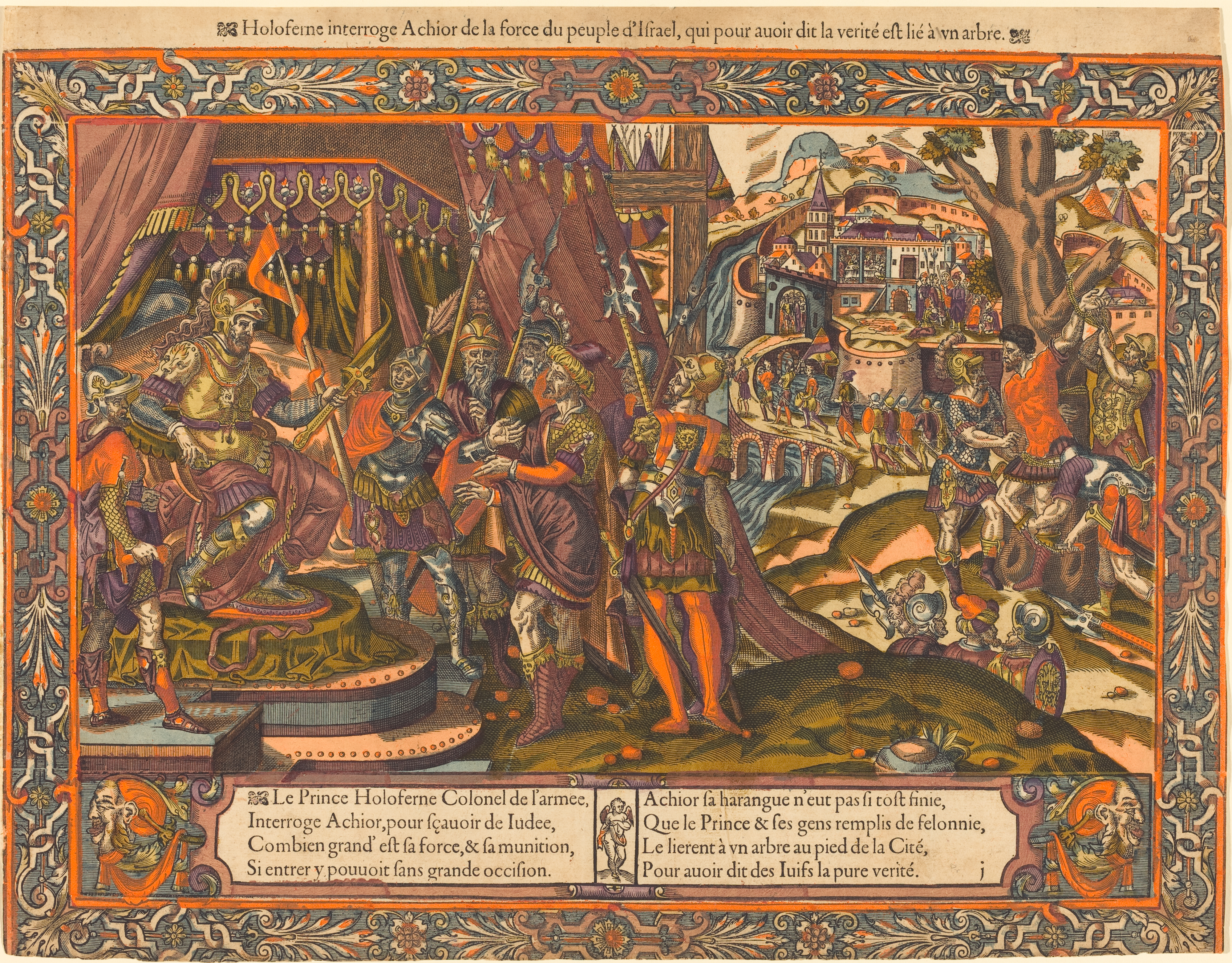
Holoferne interroge Achior de la force du peuple d'Israel, qui pour avoir dit la vérité est lié à un arbre. Gravure sur bois coloriée à la main. France, vers 1575.

La présence du personnage d'Achior, avec la miniature de la flagellation, dans un ouvrage aussi répandu que le Speculum humanae salvationis a favorisé sa reprise dans l'iconographie. Ainsi, à la Sainte-Chapelle de Vic-le-Comte en Auvergne, deux verrières réalisées vers 1525 se répondent dans le chœur, à droite et à gauche de la verrière axiale : à droite, 24 panneaux représentent des scènes de la Passion du Christ ; à gauche, 24 panneaux représentent les scènes de l'Ancien Testament qui préfigurent les scènes de la Passion. Dans une scène de la deuxième rangée à partir du haut de la baie de gauche, Achior attaché à l'arbre et battu fait écho à la flagellation du Christ attaché à une colonne dans la scène correspondante de la baie de droite.
Un autre moment de l'histoire d'Achior est traité par les graveurs, notamment au XVIe siècle : Holopherne interrogeant Achior.

### Musique
Le personnage d'Achior apparaît dans certains des nombreux oratorios italiens sur le thème de Judith et Holopherne (La Giuditta), par exemple dans la version pour cinq voix d'Alessandro Scarlatti. Dans le livret de la Betulia liberata de Pietro Metastasio, mis en musique par de nombreux compositeurs dont Mozart en 1771, il prend un relief particulier, car le thème de sa conversion est au cœur du récit.